# 圧受容器
圧受容器（あつじゅようき、英:baroreceptor又はbaroceptor）とは圧力変化に反応する受容器の総称。皮膚の圧変化を感知する受容器、細胞外液量を感知する受容器、血圧変化を感知する受容器が存在するが、特に血圧変化を感知する受容器を指すことがある。血圧変化を感知する受容器は頚動脈洞、大動脈弓、心房、心室に存在する。血圧変化を感知する受容器は短期における変化には応答するが、慢性的な変化にはほとんど反応しない。これは長期的な変化では反応レベルが再設定されるためである。